# Trylogia Nikopola
Trylogia Nikopola (franc.: La Trilogie Nikopol) – cykl trzech francuskich komiksów z gatunku science fiction autorstwa Enkiego Bilala, opublikowanych przez wydawnictwo Les Humanoïdes Associés. Powiązane ze sobą fabularnie, pierwotnie ukazały się jako indywidualne tytuły: Targi nieśmiertelnych (1980), Kobieta pułapka (1986) i Zimny równik (1992) a ich wspólna nazwa Trylogia Nikopola funkcjonowała nieoficjalnie do czasu zbiorczego wydania całego cyklu w jednym albumie w 1995 pod tym właśnie tytułem. Po polsku Trylogia Nikopola ukazała się nakładem wydawnictwa Egmont Polska zarówno w indywidualnych tomach, jak i w formie zbiorczej.

## Fabuła
Cykl ukazuje losy dawnego opozycjonisty, Alexandra Nikopola, który uwolniony przez przypadek z orbitalnego więzienia zmaga się z totalitarnymi rządami w Europie przyszłości, opanowanej nie tylko przez ludzi, ale i zagrożonej przez przybyłych z kosmosu bogów.

## Tomy
| Tytuł i rok wydania polskiego | Tytuł i rok wydania oryginalnego |
| ----------------------------- | -------------------------------- |
| Targi nieśmiertelnych (2002)  | La Foire aux immortels (1980)    |
| Kobieta pułapka (2002)        | La Femme piège (1986)            |
| Zimny równik (2003)           | Froid Équateur (1992)            |
| Wydanie zbiorcze              |                                  |
| Trylogia Nikopola (2014)      | La Trilogie Nikopol (1995)       |

## Adaptacje
Na podstawie Trylogii Nikopola powstał film Immortal – kobieta pułapka (2004) gra komputerowa Nikopol: Carnival of the Immortals (2008).